# Trò chơi thẻ sưu tập

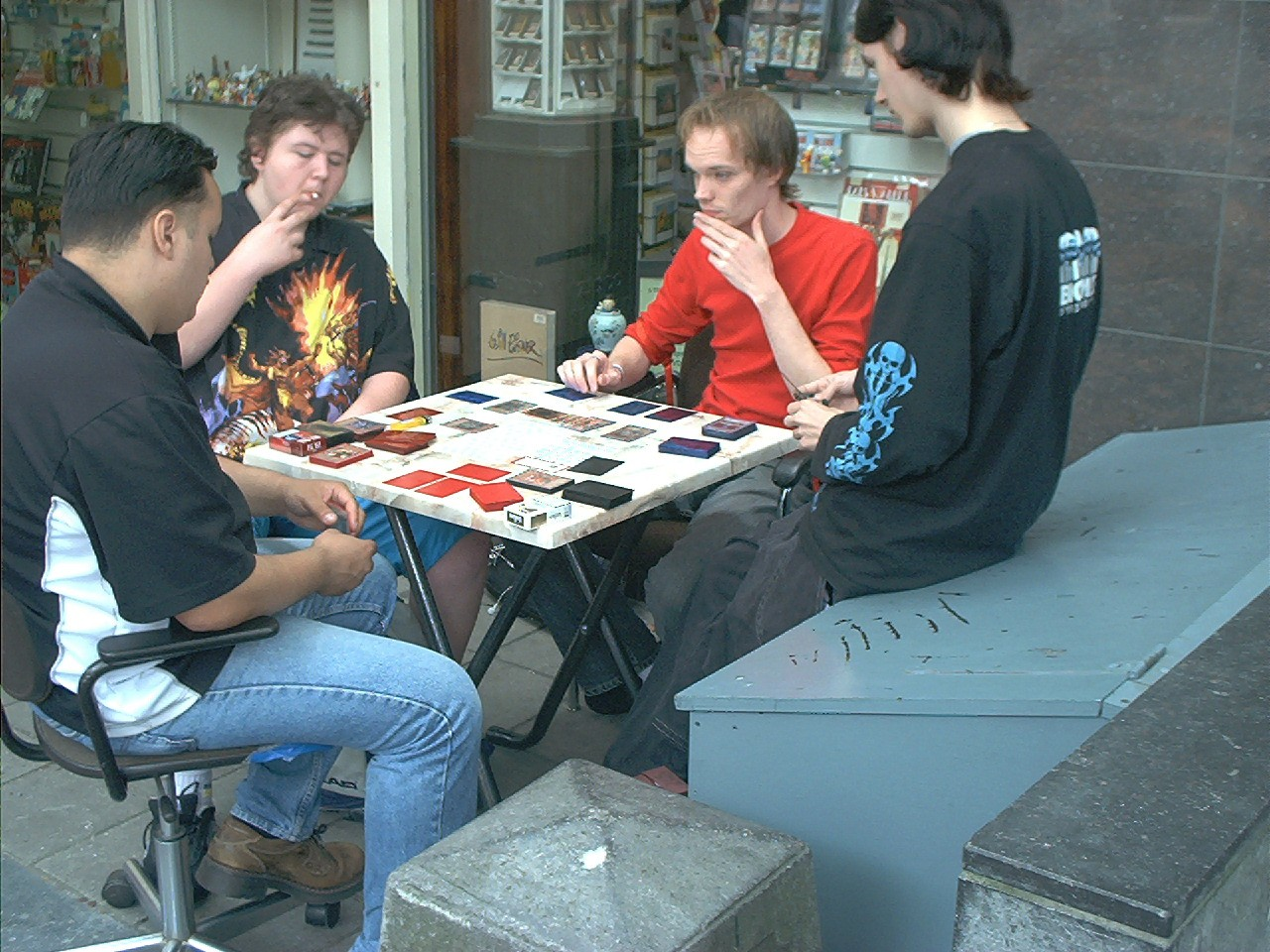
Bốn người ngồi cùng một bàn đang chơi trò chơi thẻ sưu tập Yu-Gi-Oh!

Trò chơi thẻ sưu tập, thường được biết đến nhiều hơn qua tên tiếng Anh: trading card game (TCG) hoặc colletible card game (CCG), là một loại thẻ bài trò chơi sử dụng thiết kế đặc biệt của bộ bài Tây. Các trò chơi thẻ bài thành công thường có hàng ngàn thẻ độc nhất, với Magic: The Gathering là trò chơi đầu tiên và thành công nhất với trên 16.000 thẻ khác nhau.
Nói một cách cơ bản, yêu cầu của loại trò chơi dùng thẻ này là người chơi phải sưu tầm những quân bài với những hình ảnh và thuộc tính khác nhau, được sản xuất và phát hành hàng loạt, và phải có những suy tính chiến lược để có thể thắng trong cuộc giao đấu. Định nghĩa TCG qua nhiều tinh chỉnh trở thành một thẻ trò chơi mà trong đó người chơi sử dụng bộ bài của riêng mình chứa những thẻ sở hữu cấp bậc và tính chất ngẫu nhiên. Có thể mua các bộ thẻ này bằng cách trao đổi với bạn cùng chơi hoặc mua một bộ thẻ chính thức.
Thông thường, một TCG ban đầu được chơi bằng cách sử dụng một "trial deck" (bộ thẻ mẫu), trong đó bổ sung cơ bản các thẻ có thể được sử dụng để chơi trò chơi. Các thẻ này có thể được mở rộng hoặc thay đổi qua bộ thẻ tăng cường, trong đó có những thẻ hiếm được sắp đặt theo sự may rủi, thường từ 8 đến 15 thẻ. Một trong các thẻ này là thẻ hiếm hoặc là thẻ duy nhất mà khó khăn hơn nhiều để có được so với các thẻ còn lại và thường có giá trị cao hơn so với toàn bộ quân bài hiện có.
TCG thu hút người chơi không chỉ vì tính chất đấu bài theo thuộc tính của nó, mà còn ở việc thẻ sử dụng những hình minh họa bắt mắt. Trong nhiều trường hợp, thẻ càng có giá trị cao khi nó được thiết kế và minh họa nổi bật và đẹp mắt hơn các thẻ khác.
TCG đặc biệt nổi tiếng tại Nhật Bản, nơi nhiều bộ anime, manga và video game có những sản phẩm phái sinh là thẻ bài giao đấu. Hai trong những tác phẩm nổi tiếng và có sức ảnh hưởng nhất về lâu dài thông qua TCG là Pokémon và Yu-Gi-Oh!. TCG ngày nay cũng được kỹ thuật số hóa trên Internet (tiêu biểu như Kantai Collection), mặc dù sau đó nhà sản xuất có thể phát hành một phiên bản thẻ in thật sự cho chúng.
TCG đầu tiên, Magic: The Gathering, được phát triển bởi Richard Garfield và xuất bản bởi Wizards of the Coast vào năm 1993. Đến cuối năm 1994, Magic: The Gathering đã bán được hơn 1 tỷ thẻ bài; trong thời kỳ phổ biến nhất - từ năm 2008 đến năm 2016 - trò chơi đã bán được hơn 20 tỷ lá bài. Thành công ban đầu của Magic: The Gathering đã thúc đẩy các nhà phát hành trò chơi khác cho ra đời phiên bản TCG của riêng họ trong những năm tiếp theo. Các TCG thành công khác bao gồm Yu-Gi-Oh! ước tính đã bán được khoảng 35 tỷ thẻ bài tính đến  tháng 1 năm 2021, và Pokémon với hơn 34 tỷ thẻ được bán tính đến tháng 3 năm 2021. Các TCG đáng chú ý khác bao gồm Legend of the Five Rings, Star Wars, Lord of the Rings, Vampire: The Eternal Struggle, và World of Warcraft. Nhiều TCG ra đời nhưng đạt được thành công rất hạn chế về mặt thương mại.
Gần đây, các trò chơi thẻ bài online (Digital collectible card game - DCCG) đã trở nên phổ biến, được thúc đẩy bởi thành công của các phiên bản trực tuyến của TCG như Magic: The Gathering Online và Hearthstone.